# Kirby Smart
Kirby Smart, né le 23 décembre 1975 à Montgomery en Alabama est un entraîneur de football américain ayant auparavant joué au niveau universitaire.
Il occupe depuis 2016 le poste d'entraîneur principal des Bulldogs de la Géorgie évoluant au sein de la NCAA Division I Football Bowl Subdivision (FBS). Avec cette équipe, il remporte les championnats 2021 et 2022.

## Statistiques
| Global                    | En conférence             | Classement | | | | | |  |  |
| 2016                      | Georgia                   | SEC | Eastern | 8-5 | 4-4 | 2e à égalité | Victoire au Liberty Bowl |  |  |
| 2017                      | Georgia                   | SEC | Eastern | 13–2 | 7–1 | 1er | Victoire au Rose Bowl† Défaite en finale nationale du CFP†                                                                        |  |  |
| 2018                      | Georgia                   | SEC | Eastern | 11–3 | 7–1 | 1er | Défaite au Sugar Bowl† |  |  |
| 2019                      | Georgia                   | SEC | Eastern | 12–2 | 7–1 | 1er | Victoire au Sugar Bowl† |  |  |
| 2020                      | Georgia                   | SEC | Eastern | 8–2 | 7–2 | 2e | Victoire au Peach Bowl† |  |  |
| 2021                      | Georgia                   | SEC | Eastern | 14–1 | 8–0 | 1er | Victoire à l'Orange Bowl† Victoire en finale nationale du CFP†                                                                    |  |  |
| 2022                      | Georgia                   | SEC | Eastern | 15–0 | 8–0 | 1er | Victoire au Peach Bowl† Victoire en finale nationale du CFP†                                                                      |  |  |
| 2023                      | Georgia                   | SEC | Eastern | 13–1 | 8–0 | 1er | Victoire à l'Orange Bowl† |  |  |
| 2024                      | Georgia                   | SEC | - | Saison en cours | Saison en cours | Saison en cours | Saison en cours |  |  |
| Total chez les Bulldogs : | Total chez les Bulldogs : | Total chez les Bulldogs : | Total chez les Bulldogs : | 95–16 | 56–9 | | |  |  |
| Total global :            | Total global :            | Total global : | Total global : | 95–16 | | | |  |  |
| Légende :                 | Légende :                 | Champion national – Titre de conférence – Titre de division ou finaliste du championnat † Match du CFP ou Bowl de nouvelle année. | Champion national – Titre de conférence – Titre de division ou finaliste du championnat † Match du CFP ou Bowl de nouvelle année. | Champion national – Titre de conférence – Titre de division ou finaliste du championnat † Match du CFP ou Bowl de nouvelle année. | Champion national – Titre de conférence – Titre de division ou finaliste du championnat † Match du CFP ou Bowl de nouvelle année. | Champion national – Titre de conférence – Titre de division ou finaliste du championnat † Match du CFP ou Bowl de nouvelle année. | Champion national – Titre de conférence – Titre de division ou finaliste du championnat † Match du CFP ou Bowl de nouvelle année. |  |  |

## Vie privée

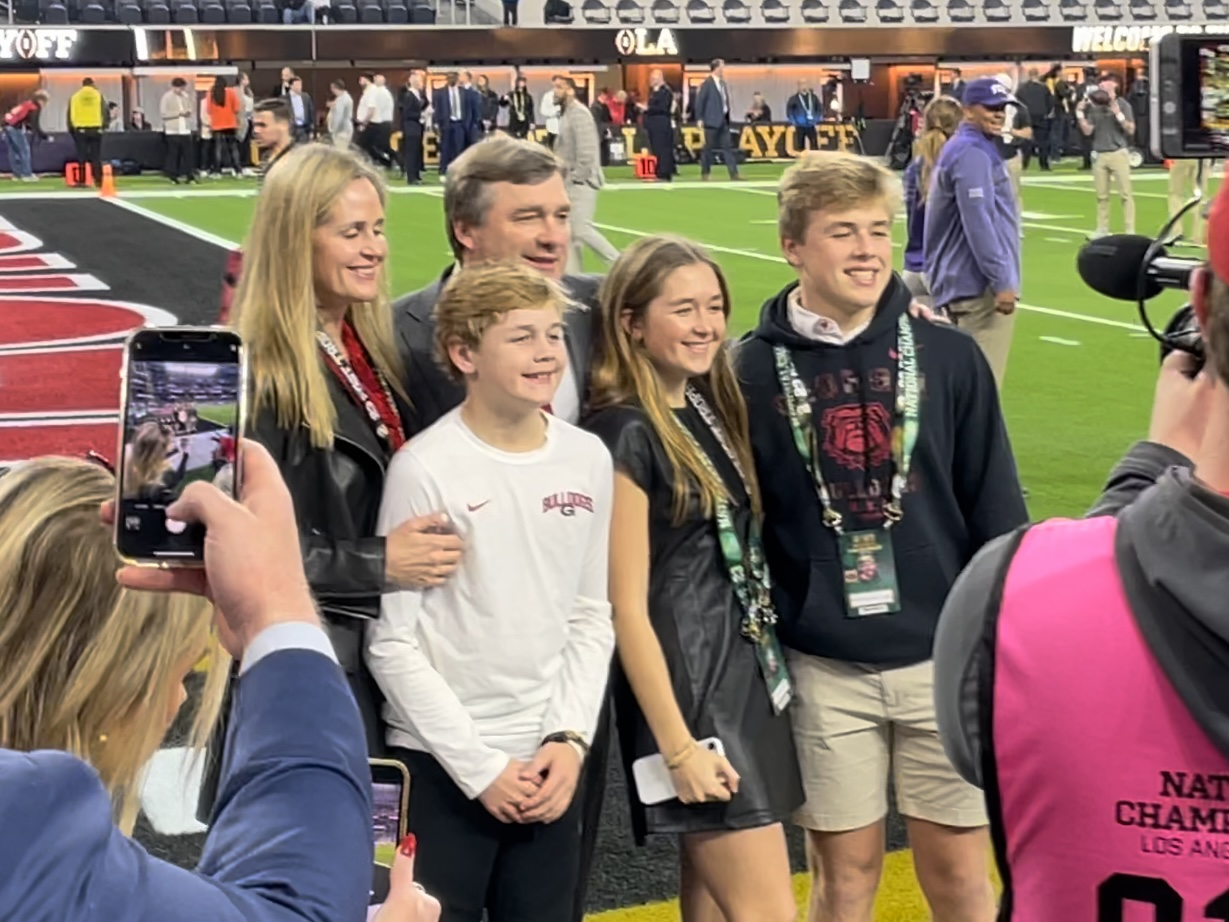
La famille Smart avant la finale de la saison 2022.

Smart est marié à Mary "Beth" Elizabeth Lycett, joueuse de basket-ball de l'université de Géorgie. Le couple a trois enfants.